# 浅草花やしきの象
浅草花やしきの象（あさくさはなやしきのぞう、1870年頃 - 1932年10月6日）は、1888年（明治21年）にシャム王国から明治天皇に日暹修好通商に関する宣言（日タイ修好宣言）調印記念として贈呈されたオスのアジアゾウである。恩賜上野動物園で35年にわたって飼育された後、浅草花やしきに譲渡されて9年生き、62歳の高齢で死亡した。この象は「暴れ象」として悪名が高く一時は殺処分まで検討されていたが、結局は寿命を全うしている。

## 生涯
1887年（明治20年）9月26日、日本とシャム王国は「日暹（にちせん）修好通商に関する宣言」（日タイ修好宣言）を調印した。翌年、シャム国王ラーマ5世はその記念としてアジアゾウのつがいを明治天皇に贈呈した。オスの象は当時15歳、メスの象は8歳で、宮内省からの引き継ぎ文書には「バンコクから12里（約47.1キロメートル）ほどの『ノポリ』という所の産」と記されていた。このつがいは同年5月23日に上野動物園に到着した。この象のつがいについては、オスもメスも名前の記録が見つかっておらず、オスの「暴れ象」という通称のみが残されている。
上野動物園は木造瓦葺き2階建てで正面にコンクリート壁を擁する建物を象の飼育舎とし、2頭はそこで飼われることになった。象の飼育舎は当時「象室」と呼ばれていて、1896年（明治29年）に発行された「風俗画報」の挿絵に描かれた動物園全体図では旧仮名遣いで「ざう」と書かれて示されている。
当時の上野動物園は、象室に隣接した柵内の広い空間に象を係留して展示する飼育方法を採用していた。1892年（明治25年）に撮影された写真が残っていて、そこには穏やかそうなメスの象とは対照的に柵内の太い木の幹に係留されて逃れようともがいているようなオスの象の姿が写し出されている。2頭のうちメスの象は、1893年（明治26年）3月1日に死亡した。腸カタル、寄生性腸炎、胃弱、後身麻痺、頭部打撲などがその死因だった。
オスの象は1頭だけで飼育されることになり、1902年（明治35年）1月28日に完成した2代目の象飼育舎に移った。2代目の飼育舎はレンガ造りの建物で、上野動物園開園20周年記念事業として建築され、園内随一の偉容を誇る建築物となった。単独で飼育されることになった象は、シャム王国から来た象使いが本国に帰国した後に雇用されたマレー人の調教師では手に負えなくなり「暴れ象」として知られるようになった。象は飼育係を負傷させる事故をたびたび起こした上に、1903年（明治36年）には酔っぱらって象の飼育舎に侵入してきた水兵に重傷を負わせる事故まで発生させていた。
象は事故防止のために足鎖をはめられ、係留されたままで飼育されていた。この象のありさまを見たエドマンド・J・ドーリングというアメリカ人旅行者が、1905年（明治38年）6月7日に東京市長あてに抗議の投書を送った。その内容は、「東京の動物園ほど象を虐待しているのは見たことがなく、厳しく糾弾すべきだ」というものであった。イギリスの動物虐待防止協会からも同様の抗議が寄せられ、ドーリングからの投書を受け取った東京市役所も、その投書を回送された上野動物園側も大いに慌てた。当時のアメリカやヨーロッパでは、鎖で四肢を繋いでまで象を飼育するようなことは行われていなかった。扱いにくくなった象をそこまでして飼育するよりも、いっそ殺処分してしまったほうがよいというのが欧米人の考え方であり、人命を奪うような事故を起こした象は、多くの場合命を奪われていた。一方日本では、一度飼育し始めたら鎖で縛りつけてでも何とか最期まで飼って、寿命を全うさせるという考えを持っていた。同年6月27日、帝室博物館総長の名でドーリング宛の回答文書が起案され、6月29日に送達された。その後1915年(大正4年）10月には象室前に象の扱いについての注意書きが掲示されたが、飼育環境は改善されないままであった。
宮内省はシャム王国から贈られたこの象をいつまでも放置しておくわけにはいかず、1923年（大正12年）に1万5000円の予算を拠出して鉄筋コンクリート造りの運動場を造ることが決定した。しかし、同年の9月1日に関東大震災が発生して東京は甚大な被害を受けた。上野動物園自体の被害は少なく、動物たちも来園者たちも直接負傷するようなことはなく、象室でもガラス戸が1枚壊れた程度であった。ただし、上野公園は東京市民の避難場所に充てられ、動物園は即日閉鎖になった。このため運動場建設は先送りとなり、象の扱いに頭を痛めた宮内省と上野動物園は、殺処分することを決定した。
宮内省は「虎狩りの殿様」という通称で知られていた徳川義親侯爵に、象の射殺を打診した。徳川は射殺に反対意見を述べ、宮内大臣の牧野伸顕と話し合って「殺さなくともいなくなればよい」との発言を引き出した。そこで徳川は、浅草花やしきの社長を務めていた大滝金五郎という人物に象の引き取りを要請した。浅草花やしきでは、大震災時に多くの罹災者が避難してきたために、やむなく園内の動物園で飼育していた動物たちの多くを薬殺していた。象は浅草花やしきに譲渡されることになり、生き延びることができた。
11月27日に浅草花やしき側と打ち合わせを始め、11月30日には輸送箱の材料が運び込まれた。12月4日、象の移送作業が開始された。象の飼育舎には縦横5.5×3.6メートル、高さ3.6メートル、重さ2.5トンにも及ぶ巨大な鉄の輸送箱が据え付けられた。輸送箱には、象を中に誘い込むためにバナナやパン、それにこの象の大好物だった大福もちが山積みされていた。しかし象は用心深い性質だったため、輸送箱の中に誘い込むのに3時間以上もかかった上に、最後にはその巨体が箱に収まりきらないうちにかんぬきをかけるという危険きわまりない作業であった。この輸送箱の重量は、象を含めて8トン近くにも達した。その上閉じ込められたことに気づいた象が暴れだしたため、当日は上野動物園の裏門までしか動かすことができなかった。象は牛の曳く荷車で浅草花やしきまで運搬されることになっていた。輸送箱の補強や荷車への積載にさらに時間がかかった上、上野警察署からは市電の運行に差し支えるとして移送を一時延期させられたため、実際に移送が始まったのは12月7日の深夜0時20分にずれこんだ。深夜の街路を牛方に先導された6頭の牛が荷車を曳いて上野駅前を経由して浅草へ向かったが、このような時間にもかかわらず大勢の見物人が押し寄せ、荷車は100メートルも進まないうちに地面にめり込んだり、新聞社のカメラマンが焚くフラッシュのマグネシウムのことで運搬人と新聞記者が喧嘩になったりの混乱が起きた。象も運搬の途中で暴れ、浅草公園の瓢簞池付近に到着したのが午前3時、浅草花やしきへの到着は午前5時頃であった。
浅草花やしきでは身動きもままならないような狭い飼育場に押し込められたままで飼われていたため、下賜された動物が粗末にされているのではないかとの投書が宮内省に届き、宮内省も浅草花やしき側に改善を求めたほどであった。それでもこの象は浅草花やしきで9年間生き、1932年（昭和7年）10月6日の朝に死亡した。飼育期間44年5か月、62歳の長寿は、当時のオス象の飼育記録として世界最長のものであり、日本での長期飼育記録も1993年（平成5年）まで破られることがなかった。
象のいなくなった上野動物園に、新しい象が来たのは1924年（大正13年）10月23日のことであった。オスのジョン（当時6歳）とメスのトンキー（当時4歳）は、1935年（昭和10年）にタイ国少年団から贈呈されたメスのワンディー（花子）とともに、戦時猛獣処分の犠牲となって1943年（昭和18年）に死亡した。浅草花やしきの動物園は、第2次世界大戦時の世相下で徐々に規模を縮小していった。1935年には仙台市立動物園に動物を売却し、1942年には強制疎開の対象となって取り壊されている。